# Limba turcă otomană
Limba turcă otomană ori uneori limba otomană (لسان عثمانى Lisân-ı Osmânî) este o  varietate a limbii turce care era folosită ca limbă literară și în administrația Imperiului Otoman. Această limbă are împrumuturi extinse din arabă și persană și era scrisă în alfabetul turco-otoman. Ca urmare, turca otomană nu era stăpânită de clasele inferioare needucate și de țărani, care continuau să vorbească kaba Türkçe (turca vulgară), care folosea mult mai puține împrumuturi lingvistice. Această limbă vulgară este de altfel baza limbii turce moderne. 
În epoca Tanzimât adjectivul „otoman” era folosit pentru prima oară pentru definirea limbii (لسان عثمانی lisân-ı Osmânî  ori عثمانلوجه Osmanlıca ). 
Aceeași distincție este făcută în  turca modernă (Osmanlıca  sau Osmanlı Türkçesi).